# Shine a Light (filme)
Shine a Light é um filme documentário sobre a banda inglesa The Rolling Stones durante um show da turnê A Bigger Bang Tour, além de apresentar imagens de arquivo da carreira da banda.O documentário inclui também os artistas Christina Aguilera, Jack White e Buddy Guy, cantando uma canção cada junto com os Stones.Lançado em 4 de abril de 2008, Shine a Light foi recebido com críticas positivas, com 86% da aprovação pelo Rotten Tomatoes.Mundialmente, arrecadou mais de 15 milhões de dólares.